# Company of Heroes
Company of Heroes är ett realtidsstrategispel till PC, första gången utannonserat 25 april 2005. Utvecklad av den kanadensiska spelstudion Relic Entertainment och utgiven av THQ. 

Spelet utspelar sig under andra världskriget.
Company of Heroes har främst utmärkt sig med en fysikmotor där allting är förstörbart men också en väl utvecklad grafikmotor som fått bra kritik. Spelet utsågs t. ex till årets spel av IGN

## Handling
Spelets handling tar sin början under D-Dagen och spelaren får som första uppdrag att föra iland en grupp soldater vid Omaha Beach. Allt eftersom spelet fortgår kommer uppdragen att hela tiden gå närmare Berlin. Uppdragen är ofta väldigt varierande och kan innehålla allt ifrån att du ska säkra en transportväg eller att erövra en stad som sedan ska försvaras.

## Uppdrag
Spelets uppdrag följer Kapten Mackay och Löjtnant Conti i Able-kompaniet under Landstigningen i Normandie 1944.
Det första uppdraget handlar om att de precis har ilandsatts och ska slå ut bunkrarna på Dog Red, Omaha Beach. Sedan ska man förstöra tyskarnas 88millimeterskanoner längre upp på stranden.
Sedan fortsätter handlingen, från Vierville där fallskärmssoldaterna från 101. luftburna divisionen landar till Chambois där den tyska sjunde armén omringas.